# Wieża wyciągowa szybu Siemianowice III
Wieża wyciągowa szybu Siemianowice III (Richter III, pot. szyb Richter) – stalowa wieża szybowa wzniesiona w 1897 roku w Siemianowicach Śląskich, wpisana do rejestru zabytków nieruchomych województwa śląskiego.

## Historia

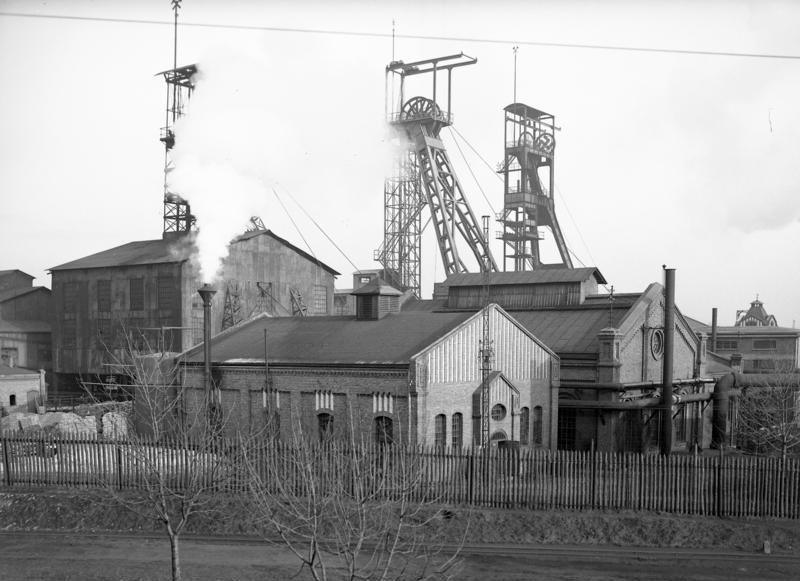
Wieże wyciągowe trzech szybów Richter podczas II wojny światowej

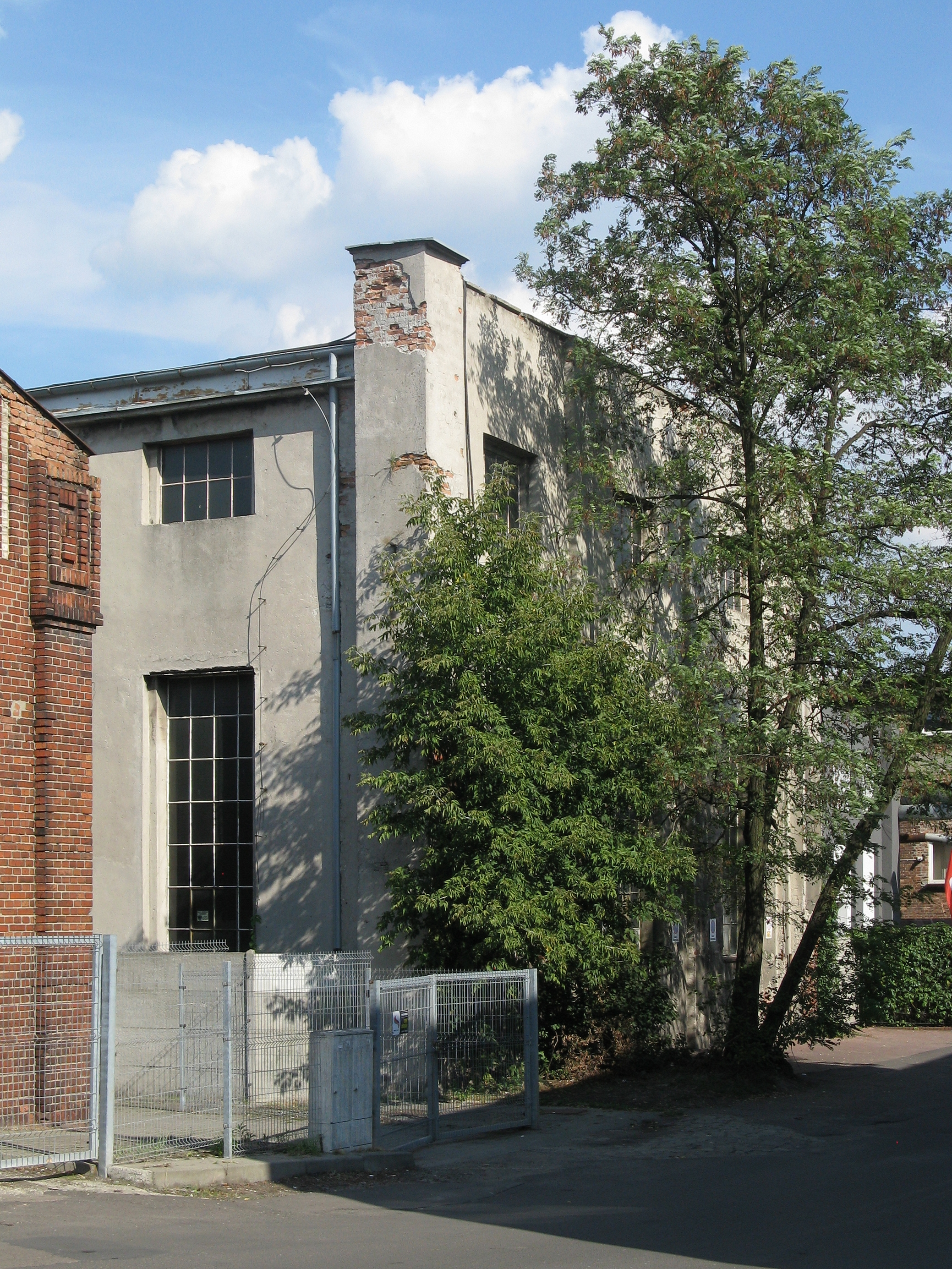
Budynek maszyny wyciągowej szybu Siemianowice III, ul. Olimpijska 30 (2018)

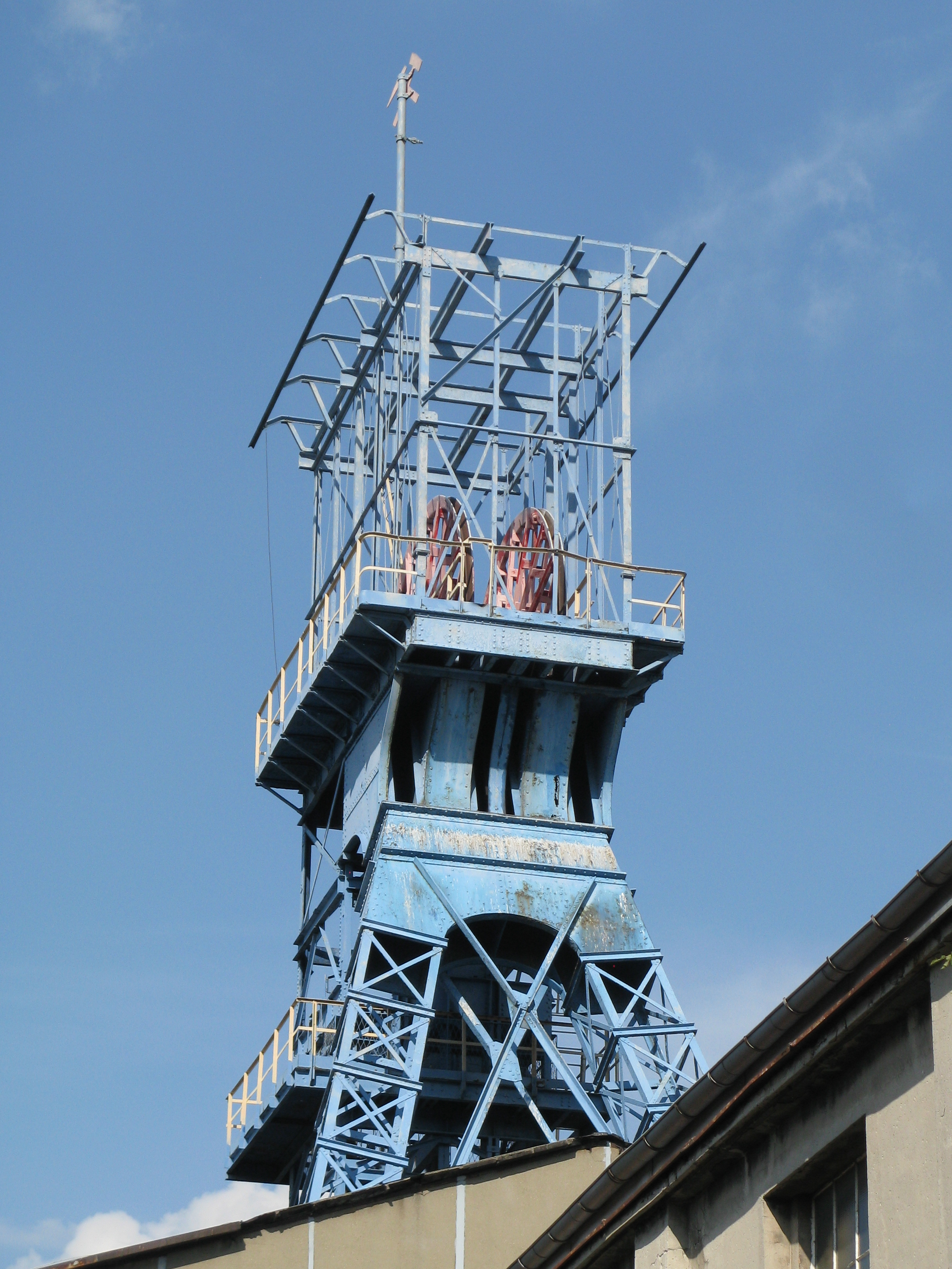
Głowica szybu Siemianowice III, widok z ulicy Olimpijskiej (2018)

Szyb Richter III wydrążono na potrzeby kopalni węgla kamiennego Laurahütte (zob. Kopalnia Węgla Kamiennego Siemianowice) pomiędzy 1880 a 1887 rokiem (według innego źródła w latach 1895–1897), wcześniej zgłębiono bliźniacze szyby Richter i Richter II (drążenie rozpoczęto odpowiednio w 1879 i 1881 roku), nazwane na cześć reprezentanta kopalni, tajnego radcy górniczego Richtera. Rejon tych trzech szybów bywał traktowany jako odrębna, samodzielna kopalnia pomimo przekopu, utworzonego w 1886 roku, który łączył szyby Richter z odwadniającym szybem Aschenborn, z którym z kolei połączenie miał rejon Ficinus kopalni Laurahütte (późniejsze szyby Staszic), również traktowany odrębnie.
Do obsługi transportu szybem Richter III zamontowano parową maszynę wyciągową skonstruowaną w 1897 roku w Eintrachthütte.
Do szybów Richter doprowadzono linię kolejową, która łączyła je z hutą Laura poprzez bocznicę kolejową, z wykorzystaniem długiego na 350 m wiaduktu.
W 1889 roku szyby Richter zostały pogłębione, a na głębokości 206 m założono nowy poziom wydobywczy. Szyb III na poziomie 206 jest połączony XIX-wiecznym przekopem głównym z szybem Bańgów w Bańgowie. Szyb III około 1913 roku miał 216 m głębokości.
Obecna wieża wyciągowa została wzniesiona w 1897 roku. Wieża mierzy ponad 30 metrów wysokości, na szczycie znajduje się iglica z godłem górniczym. W 1966 roku wieżę przebudowano i zmodernizowano.
Po zlikwidowaniu kopalni Siemianowice majątek zakładu, w tym wieża wyciągowa szybu Siemianowice III został przekazany do Spółki Restrukturyzacji Kopalń, która trzykrotnie podejmowała bezskuteczną próbę sprzedaży zbędnej wieży w drodze licytacji; cena wywoławcza w 2015 roku wyniosła 157 tysięcy złotych. Sam szyb leży na obszarze pompowni Siemianowice i jest wykorzystywany do odwadniania oraz wentylacji wyrobisk przez Centralny Zakłady Odwadniania Kopalń, oddział tejże spółki, dlatego sprzedaży miała podlegać wyłącznie konstrukcja wieży bez nadszybia, którą nabywca miałby po zakupie zdemontować, przetransportować i postawić w innym miejscu, aczkolwiek Spółka Restrukturyzacji Kopalń rozważała zezłomowanie konstrukcji w przypadku niepowodzenia sprzedaży.
W 2014 roku zespół nadszybia szybu Siemianowice III został wpisany do gminnej ewidencji zabytków miasta Siemianowic Śląskich jako pozycja 97. Wpis obejmuje: „budynek d. dyrekcji kopalni, ul. Olimpijska 8, budynek nadszybia z wieżą wyciągową, budynek dawnej sprężarkowni, budynek dawnego warsztatu szybowego, budynek dawnej kotłowni wraz z dobudówkami, budynek dawnej rozdzielni z częścią biurową”.
Wobec ryzyka dewastacji obiektu powstała akcja społeczna „Ratujmy Wieżę Richter”, a Bractwo Gwarków Związku Górnośląskiego wystosowało wniosek o wpisanie zespołu wieży Richter III do rejestru zabytków województwa śląskiego, który nastąpił 17 maja 2018.